# Max Luz
Max Luz (* 20. Jahrhundert) ist ein deutscher Drehbuchautor und Regisseur.
2010 inszenierte Max Luz die 6-teilige Sitcom DIE SNOBS – Sie können auch ohne Dich (ulmen.tv / ZDFneo), die er zusammen mit Janna Nandzik kreierte, und die 2011 für den Grimme-Preis in der Kategorie Unterhaltung nominiert wurde.

## Filmografie (Auswahl)
- 2010: DIE SNOBS – Sie können auch ohne Dich (ZDFneo)
- 2010: DIE SNOBS – Sie können auch ohne Dich (3min)

## Nominierungen
- 2011: Grimme-Preis in der Kategorie „Unterhaltung“ für DIE SNOBS – Sie können auch ohne Dich